# Список умерших в 1097 году

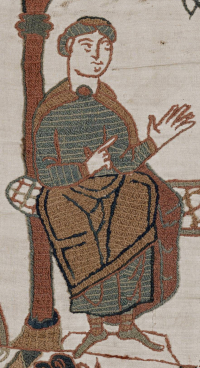
Одо

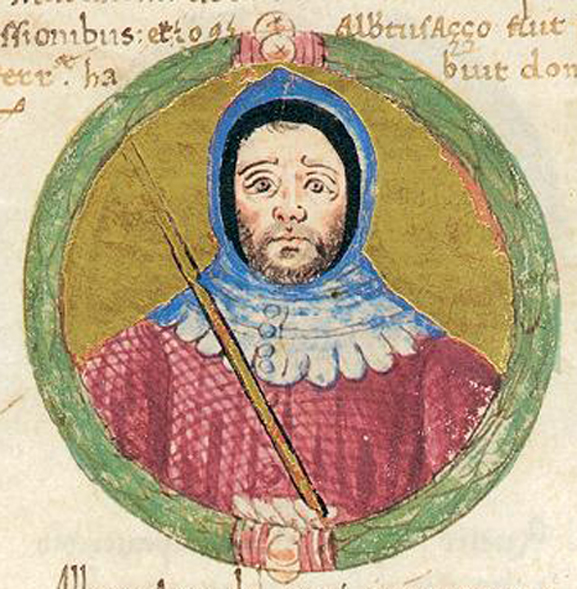
Альберто Аццо II д’Эсте

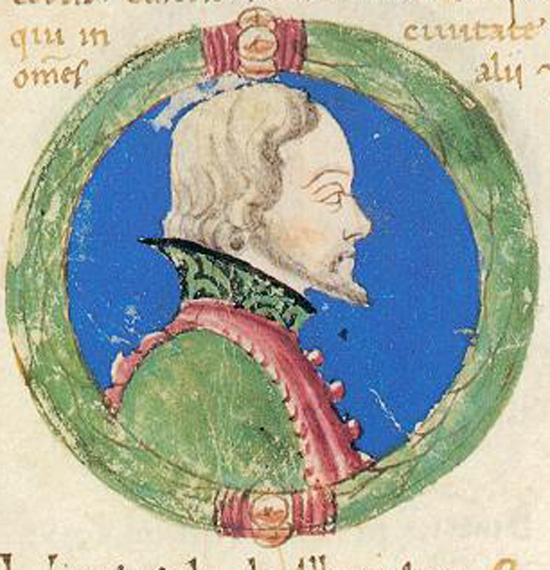
Гуго V д’Эсте

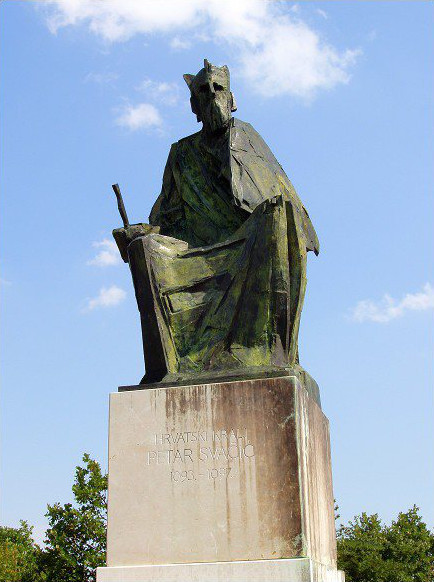
Петар Свачич

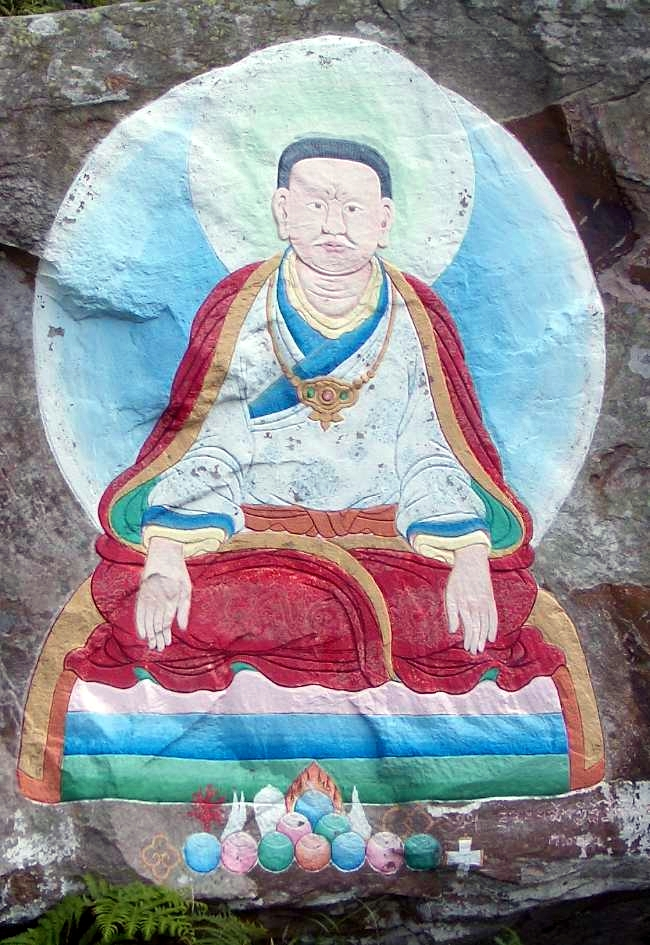
Марпа

В этой статье представлен список известных людей, умерших в 1097 году.
См. также: Категория:Умершие в 1097 году

## Февраль
- 28 февраля — Алтвин — епископ Бриксена (1049—1091)
- Одо — один из ближайших соратников Вильгельма Завоевателя, епископ Байё, первый граф Кент (1067—1082, 1087—1088). Погиб, направляясь в Первый крестовый поход.

## Март
- 28 марта — Евстратий Печерский — святой Русской православной церкви, преподобномученик.

## Апрель
- 17 апреля — Пьер I — виконт Габарре (ок. 1045—1097).

## Май
- 3 мая — Фридрих — вероятно, граф в Сюлихгау.

## Июнь
- 6 июня — Агнесса Аквитанская — королева-консорт Арагона и королева-консорт Наварры (1094—1097), жена короля Педро I

## Август
- 20 августа — Альберто Аццо II д’Эсте — маркграф Генуи и Милана (1020—1097), первый сеньор д’Эсте

## Ноябрь
- 6 ноября — Хонджон (13) — 14-й правитель корейского государства Корё (1094—1095).

## Дата неизвестна или требует уточнения
- Андрей Струмийский — аббат, святой Римско-католической церкви[1].
- Ануш-Тегин — правитель Хорезма (1077—1097), родоначальник династии Ануштегинидов
- Арнольфо III[итал.] — архиепископ Милана (1093—1097)
- Гуго V д’Эсте — граф Мэна (1069—1093)
- Марпа — буддийский учитель, один из основателей школы Кагью
- Филипп Монтгомери — англо-нормандский аристократ, участник Первого крестового похода.
- Петар Свачич — последний король независимого Хорватского королевства (1093—1097), погиб в битве.
- Рено II — пфальцграф Бургундии (1087—1097), граф Макона (1085—1097), умер в Первом крестовом походе
- Рено II — граф Невера и Осера (с 1083), возможно граф Тоннера с 1092/1097.
- Санча Арагонская — графиня Урхеля.
- Свен Крестоносец — сын шведского короля Свена II Эстридсена, участник Первого крестового похода, погиб в сражении.
- Тадг мак Руайдри Уа Конхобайр[англ.] — король Коннахта (1095—1097)
- Ульрих[нем.] — епископ Миндена (1089—1097)
- Флорина Бургундская — участница Первого крестового похода, жена Свена Крестоносца, погибла вместе с мужем в сражении.
- Экинчи ибн Кочкар — тюркский наместник или вали Хорезма (1077—1097).